# Rafael Torres Pompa
Rafael Torres Pompa (26 de febrero de 1959) es un deportista cubano que compitió en judo adaptado. Ganó una medalla de bronce en los Juegos Paralímpicos de Atenas 2004 en la categoría de +100 kg.

## Palmarés internacional
| Juegos Paralímpicos | Juegos Paralímpicos | Juegos Paralímpicos | Juegos Paralímpicos |
| Año                 | Lugar               | Medalla             | Categoría           |
| ------------------- | ------------------- | ------------------- | ------------------- |
| 2004                | Atenas (Grecia)     | Medalla de bronce   | +100 kg             |